# Sinusoïdes hépatiques
 (février 2021).
Sa qualité peut être largement améliorée en utilisant un vocabulaire plus directement compréhensible.
Les sinusoïdes hépatiques sont des capillaires sinusoïdes situées au niveau des organes hématopoïétique.

## Caractéristiques
- Lumière très irrégulière et large (40 microns)
- Les cellules espacées et faiblement liées
- Lame basale discontinue et souvent absente

## Fonctions
Ils permettent le passage libre des cellules entre le sang et les organes hématopoïétiques.
Au niveau hépatique se lie deux veinules (système porte veineux).
Au niveau du glomérules rénales entre deux artérioles (système porte artérielle).
Au niveau de la moelle osseuse se lie les artérioles aux veinules (capillaires vrais).